# Kalikot (huyện)
Kalikot (tiếng Nepal:कालिकोट) là một huyện thuộc khu Karnali, vùng Trung Tây Nepal, Nepal. Huyện này có diện tích 1741 km², dân số thời điểm năm 2001 là 105580 người.

## Dân số
Biến động dân số giai đoạn 1952-2001:
| Năm    | 1971  | 1981  | 1991  | 2001   |
| ------ | ----- | ----- | ----- | ------ |
| Dân số | 10017 | 87638 | 88805 | 105580 |